# Карл фон Терцагі
Карл фон Терцагі (нім. Karl von Terzaghi; нар. 2 жовтня 1883 — пом. 25 жовтня 1963) — австрійський інженер-механік, інженер- геотехнік і геолог, знаний як «батько механіки ґрунту та геотехнічного машинобудування».

## Раннє життя
У 1883 році народився первістком підполковника армії Антона фон Терцагі, італійського походження, та Амалії Еберле в Празі. Після відставки батька з армії сім'я переїхала до Граца, Австрія .
У 10 років Терцагі був направлений до військової школи-інтернату, де він зацікавився астрономією та географією . У чотирнадцять років Терцагі вступив до іншої військової школи, в Граніце. Він був відмінником, особливо з геометрії та математики, і закінчив школу з відзнакою у 17 років.
У 1900 р. Терцагі вступив до Технічного університету в Граці для вивчення машинобудування, де також зацікавився теоретичною механікою. Одного разу його майже вигнали, але в 1904 році він закінчив школу з відзнакою. Потім Терцагі відслужив свою обов'язкову однорічну військову службу. Виконуючи свої військові зобов'язання, Терцагі переклав популярний англійський посібник з геології німецькою мовою та значно розширив його. Він повернувся в університет на один рік і поєднав вивчення геології з курсами з таких предметів, як шосе та залізничне машинобудування. Незабаром після цього він опублікував свою першу наукову роботу з геології терас на півдні Штирії .

## Ранні професійні роки
Його перша посада була молодшим інженером-конструктором фірми Adolph von Pittel, Відень . Фірма дедалі більше брала участь у відносно новій галузі виробництва гідроенергії, а Карл брав участь у геологічних проблемах, з якими фірма стикалася. Його обов'язки швидко зросли, і до 1908 року він керував будівельним майданчиком, робітниками, проєктуванням та будівництвом сталевих армованих конструкцій. Він взявся за проєкт будівництва гідроелектростанції в Хорватії. Протягом шести місяців у Росії він розробив кілька нових графічних методів проєктування промислових резервуарів, які подав як дисертацію на здобуття наукового ступеня кандидата наук в університеті.
У 1912 році він здійснив поїздку до Сполучених Штатів Америки та здійснив інженерний тур по основних будівельних дамбах на Заході. Він скористався можливістю зібрати звіти та на власні знання про проблеми багатьох різних проєктів, і повернувся до Австрії в грудні 1913 року. Коли почалася Перша світова війна, він опинився в армії офіцером, який керував інженерним батальйоном із 250 чоловік. Зрештою він очолив 1000 чоловік, зіткнувся з боями в Сербії і став свідком падіння Белграда . Після короткого перебування на аеродромі він став професором Королівського османського інженерного коледжу в Стамбулі (нині Стамбульський технічний університет).
Там він розпочав ретельне вивчення властивостей ґрунтів в інженерному контексті. Як його вимірювання, так і його аналіз сили на підпірні стінки вперше були опубліковані англійською мовою в 1919 році, і вони були швидко визнані важливим новим внеском у наукове розуміння фундаментальної поведінки ґрунтів.
Після війни він був змушений звільнитися з посади в університеті, але йому вдалося знайти нову посаду в коледжі Роберта в Стамбулі, де він переклав свою мову викладання з французької на англійську. Він почав вивчати експериментальні та кількісні аспекти проникності ґрунту для води і створив теорії для пояснення спостережень. Як частину роботи він винайшов нове обладнання. У 1924 р. опублікував Erdbaumechanik auf Bodenphysikalischer Grundlage (Механіка будівництва Землі, заснована на фізиці ґрунту), яка мала би глибокий вплив на родовище. Це призвело до пропозиції роботи від Массачусетського технологічного інституту (MIT), яку він прийняв.

## Пізніші роки
Одним із перших його завдань у США було довести свою роботу до відома інженерів. Потім він продовжив це робити, написавши серію статей для Інженерних новин, які були опубліковані взимку 1925 року, а потім невеликою книжкою в 1926 році. Він визнав, що заклади в Массачусетському технологічному інституті мерзенні, і йому довелося мати справу з перешкодами з боку адміністрації. Усунувши перешкоди, він знову створив нову лабораторію, спрямовану на проведення вимірювань на ґрунтах за допомогою власних приладів. Він увійшов у новий етап багатопродуктивної публікації та швидко зростаючої та прибуткової участі як інженерний консультант у багатьох великих проєктах.
У 1927 році Аурелія Шобер Плат, яка стане матір'ю поетеси Сільвії Плат, працювала секретарем у Терцагі. Вона мала австрійське походження і працювала у нього, перекладаючи рукописний текст німецькою мовою, маючи справу з новими принципами механіки ґрунту. Після роботи вони вечеряли разом, розмовляючи з Терцагі про грецьку драму, російську літературу, твори Германа Гессе, вірші Райнера Марії Рільке, а також твори великих світових філософів. Вона стверджує, що досвід вплинув на неї протягом усього життя, і що вона «зрозуміла, яким вузьким був мій світ, і що самоосвіта може бути і повинна бути захоплюючою пригодою на все життя. Це було початком моєї мрії про ідеальну освіту дітей, на які я сподівався колись мати».
З 1926 по 1932 рік Артур Касагранде, ще один піонер механіки ґрунту та геотехнічного машинобудування, працював приватним помічником Терзагі в MIT.
Терзагі був дуже затребуваний як супутник вечері і був захопливим співрозмовником. Його вражаюча гарна зовнішність та очевидна сила були дуже привабливими для жінок. 1928 року він познайомився з молодою гарвардською докторанткою геології Рут Доггет і глибоко закохався.
Того року Терцагі нарешті набрид MIT та його президент і вирішив повернутися до Європи. Взимку 1929 року він прийняв кафедру у Віденському технічному університеті. Він одружився з Рут, яка також стала його редакторкою та співавторкою. Недовга консультативна поїздка до Радянського Союзу перед тим, як зайняти посаду, привела його в жах, і він виступив проти комуністичної системи там, як режим, що ілюструється жорстокістю та хаосом. Використовуючи Австрію як свою базу, він безперервно подорожував Європою, консультуючи, читаючи лекції та встановлюючи нові професійні контакти та співпрацю. Його вчення завантаженість тепер щодо легкого, щоб він продовжував свої експериментальні дослідження і особливо цікавили проблеми осідання з основ, і затирання. Він почав писати рукопис для набагато оновленої та розширеної версії « Erdbaumechanik», яка зараз в двох томах. Однак політичні негаразди в Австрії почали заважати його роботі, і в 1935 році він вирішив взяти відпустку з Відня з 1935 по 1936 рік.
Він розпочав свою відпустку з короткої поїздки, щоб проконсультуватися з Тодтом та архітекторами пропонованих грандіозних планів величезних будівель на місці нацистського мітингу в Нюрнберзі. Це призвело до конфлікту навколо найкращого способу закласти міцний фундамент, що призвело до дискусії з самим Гітлером, який дуже зацікавився усіма деталями архітектури. Потім Терцагі повернувся до Америки, де виступив з пленарною лекцією на Міжнародній конференції з механіки ґрунту в Гарвардському університеті (подія призвела до створення Міжнародного товариства з механіки ґрунту та геотехнічного машинобудування ; Терцагі був його першим президентом). Він здійснив лекційну екскурсію по багатьох інших університетах, але виявив, що перспективи працевлаштування були неясні. Він повернувся до Відня у вересні 1936 року, незабаром після народження свого першого сина Еріка.
У Відні він повернувся до неприємної професійної та політичної суперечки (зокрема, до суворої суперечки з Полом Філлунгером), яку подолав лише з деякими труднощами. Він незабутньо заявив: «Вітчизна позначала мене як нациста, нацисти як більшовика, а більшовики — як консервативного ідеаліста. Безумовно, лише один із трьох міг бути правий, і це більшовики» . Він часто втікав з Відня шляхом тривалих консультаційних поїздок до великих будівельних проєктів в Англії, Італії, Франції, Алжирі та Латвії, що значно збільшило його інженерний досвід.
У 1938 році він емігрував до США і обійняв посаду в Гарвардському університеті. До кінця війни він консультувався щодо системи метро в Чикаго, будівництва судноплавних шляхів Ньюпорт-Ньюс та, зокрема, підняття Нормандії . Він став громадянином США в березні 1943 р. У 1946 році він був нагороджений медаллю Франка П. Брауна. Він залишався сумісником у Гарвардському університеті до своєї пенсії в 1953 році, в обов'язковому віці 70 років.
У липні 1954 року він став головою Ради з питань будівництва Асуанської високої греблі . Він подав у відставку з цієї посади в 1959 році, вступивши в конфлікт з радянськими інженерами, відповідальними за проєкт, але продовжував консультувати з різних гідроелектростанцій, особливо в Британській Колумбії. Він помер у 1963 році, а його прах був похований у Саут-Уотерфорді, штат Мен, біля «Ведмежого куточка».

## Спадщина
Американське товариство інженерів-будівельників заснувало в 1960 році премію Карла Терцагі «автора видатних внесків у знання в галузі механіки ґрунтів, підземних та земляних робіт, а також підземних та земляних робіт». Бібліотека Терцагі і Пека, якою керує Норвезький геотехнічний інститут, в Осло, Норвегія, має велику колекцію його праць.
Дамба Місія в Британській Колумбії, Канада, була перейменована на його честь як дамба Терцагі в 1965 році.
Як його описує професор Гудман, Карл Терцагі був чудовою людиною та запальним інженером. Як він сам висловився, «Усі скромні досягнення, які я маю в моїй честі, можна описати простою формулою … Керуючись здоровим глуздом і випадковими спостереженнями, я визнавав слабкі місця традиційних процедур і намагався зробити їх менш слабкими. Іноді я зазнавав невдачі, але зазвичай мені це вдавалося»

## Книги
- Терзагі, К., Теоретична механіка ґрунту, Джон Уайлі та сини, Нью-Йорк (1943)ISBN 0-471-85305-4 .
- Терзагі К., Пек Р. Б. та Месрі Г., Механіка ґрунту в інженерній практиці, 3-е вид. Wiley-Interscience (1996)ISBN 0-471-08658-4 .
- Терзагі, К., «Випробування великих підпірних стінок», Запис технічних новин, 1 лютого, 8 березня, 19 квітня (1934).
- Терзагі, К., Від теорії до практики в механіці ґрунту ;: Виділення з праць Карла Терцагі, з бібліографією та внесками про його життя та досягнення Джона Уайлі та синів (1967).
- Терзагі, К., Проктор, Р. В. і Уайт, штат Техас, «Прокладання гірських порід зі сталевими опорами», Комерційне зрізання та штампування Co. (1946).
- Терзагі, К., Американське товариство інженерів-будівельників, «Карл Терцагі: Інженер як художник» Американське товариство інженерів-будівельників (1999) з http://ascelibrary.org/doi/book/10.1061/9780784403648 [Архівовано 23 лютого 2021 у Wayback Machine.]
- Терзагі, К., Американське товариство будівельних інженерів, «Лекції Терзагі, 1974—1982,» [Архівовано 11 квітня 2021 у Wayback Machine.] Американське товариство інженерів-будівельників (1986)ISBN 0-87262-532-X .